# Lyminster
Lyminster är en ort i Storbritannien.   Den ligger i grevskapet West Sussex och riksdelen England, i den södra delen av landet, 80 km söder om huvudstaden London. Lyminster ligger 6 meter över havet och antalet invånare är 369.
Terrängen runt Lyminster är huvudsakligen platt, men norrut är den kuperad. Havet är nära Lyminster åt sydost.  Närmaste större samhälle är Littlehampton, 2,4 km söder om Lyminster.